# Niederdorf (Basilea Camp)
Niederdorf és un municipi del cantó de Basilea-Camp (Suïssa), situat al districte de Waldenburg.

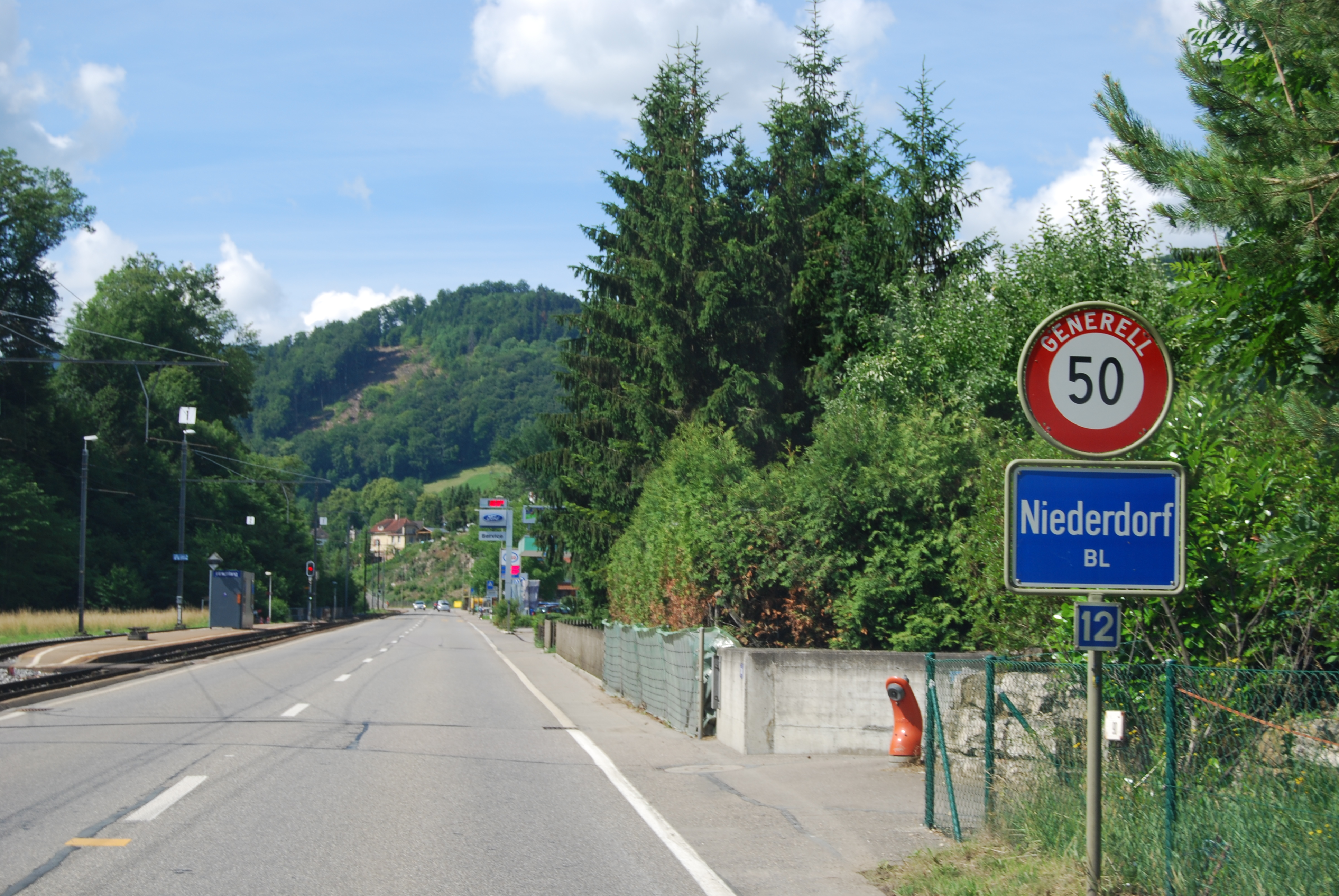
Niederdorf